# كنيسة سانت توروس (القدس)
كنيسة سانت توروس، هي كنيسة أرمنية أرثوذكسية في الحي الأرمني في القدس.

## تاريخ
تقع كنيسة سانت توروس بجوار كاتدرائية سانت جيمس،  تحوي حوالي 4000 مخطوطة قديمة، تعد هذه المجموعة من المخطوطات الأرمنية المصورة ثاني أكبر مجموعة في العالم بعد واحدة في أرمينيا.